# Budynek dyrekcji Pienińskiego Parku Narodowego
Budynek dyrekcji Pienińskiego Parku Narodowego – budynek oznaczony numerem 107B przy ul. Jagiellońskiej w Krościenku nad Dunajcem. Znajduje się w nim siedziba dyrekcji Pienińskiego Parku Narodowego oraz wystawa przyrodnicza, potocznie określana jako Muzeum Pienińskiego Parku Narodowego. W obiekcie mieści się również placówka Górskiego Ochotniczego Pogotowania Ratunkowego oraz kancelaria Obwodu Ochronnego „Pieninki”.

## Architektura budynku
Budynek jest położony równolegle do ulicy. Ma dwie kondygnacje i poddasze użytkowe pod skośnymi dachami. Podmurówka obłożona jest kamieniem. Parter tynkowany na biały kolor, natomiast piętro i poddasze obłożone drewnem. W bryle budynku zaznaczają się dwa ryzality od strony frontu, oraz skrzydła boczne na ich wysokości od strony dziedzińca. Budynek pokryty jest blachą.

## Wystawa przyrodnicza
W budynku eksponowana jest największa z ekspozycji przygotowanych dla odwiedzających Pieniński Park Narodowy. Uzupełniają ją wystawy prezentowane w pawilonach wejściowych parku w Czorsztynie, Kątach, Sromowcach Niżnych i Szczawnicy.
Wystawa prezentowana jest pod hasłem „Jak powstał współczesny krajobraz Pienin – dlaczego i jak go chronimy”. Dotyczy ochrony przyrody, geologii, architektury, etnografii i ekologii. Można na niej zobaczyć makietę Pienin. Obiekt nie ma barier architektonicznych dla osób niepełnosprawnych ruchowo. Zwiedzanie wystawy jest odpłatne.
W bezpośrednim otoczeniu budynku dyrekcji parku wytyczona została ścieżka dendrologiczna. Oznaczono i opisano na niej 35 gatunków drzew i krzewów rosnących w Pieninach oraz kilka gatunków obcych. Przed okazami ustawiono tabliczki z informacją na temat danego gatunku. Ścieżkę można zwiedzać bezpłatnie przez cały rok.

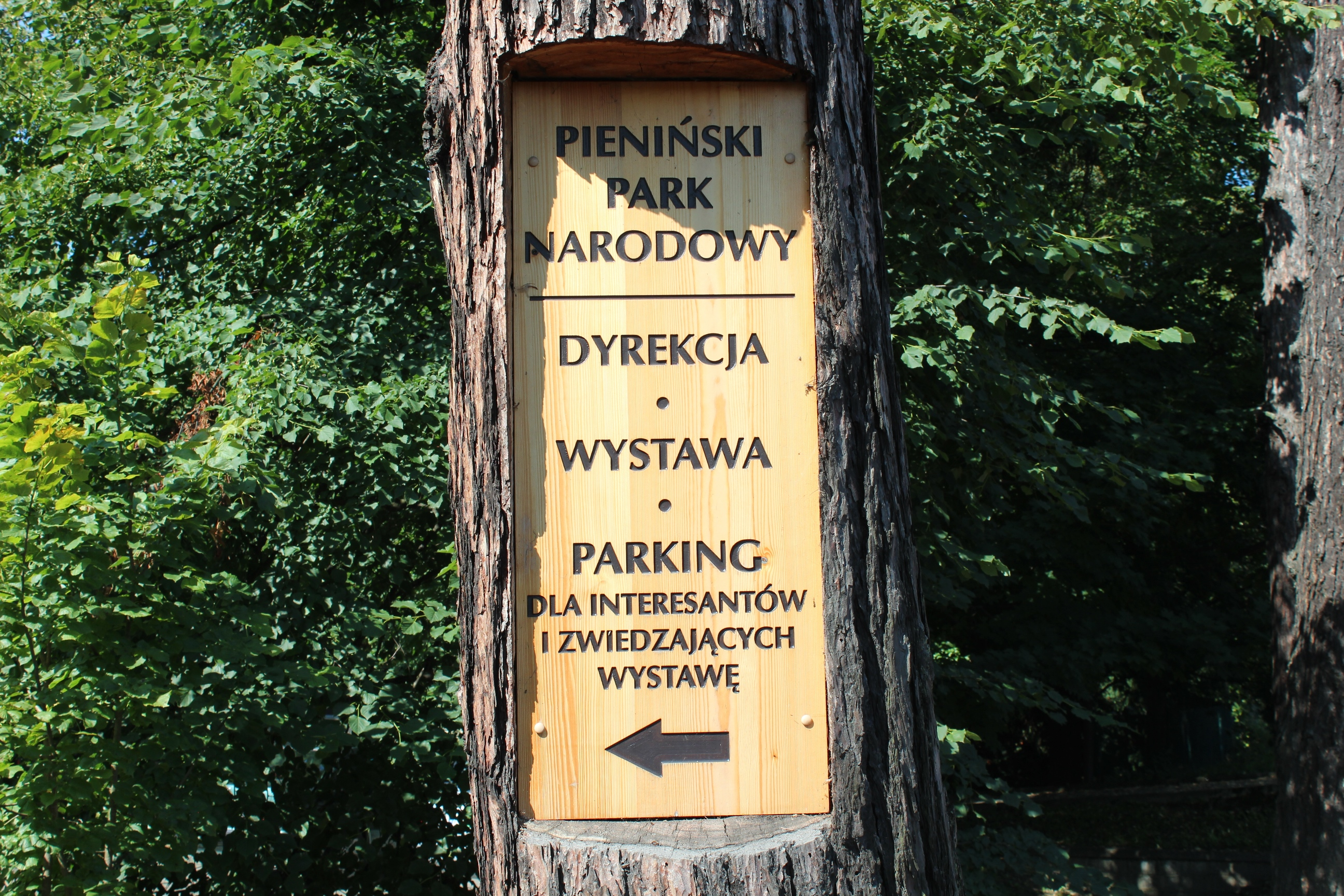
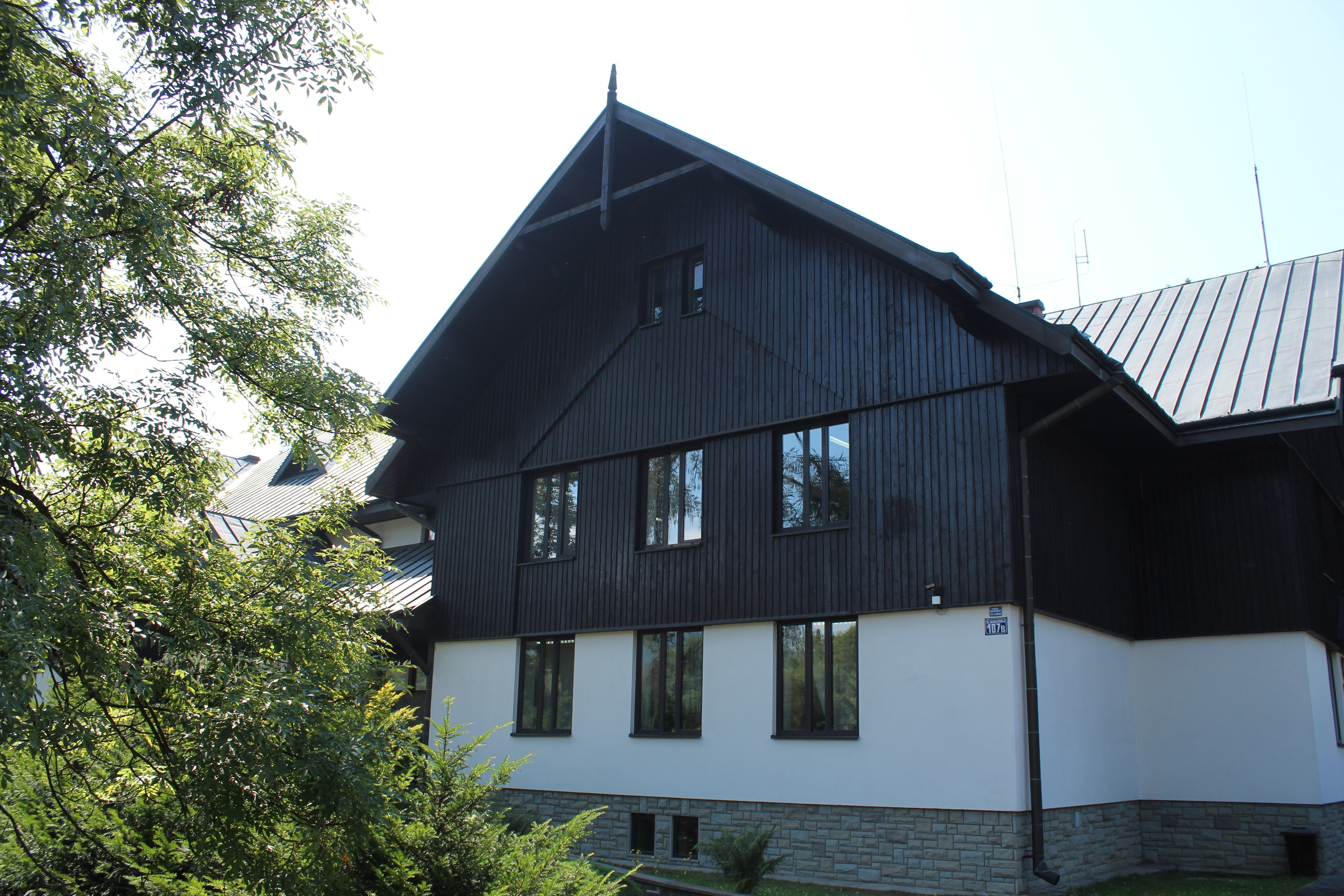
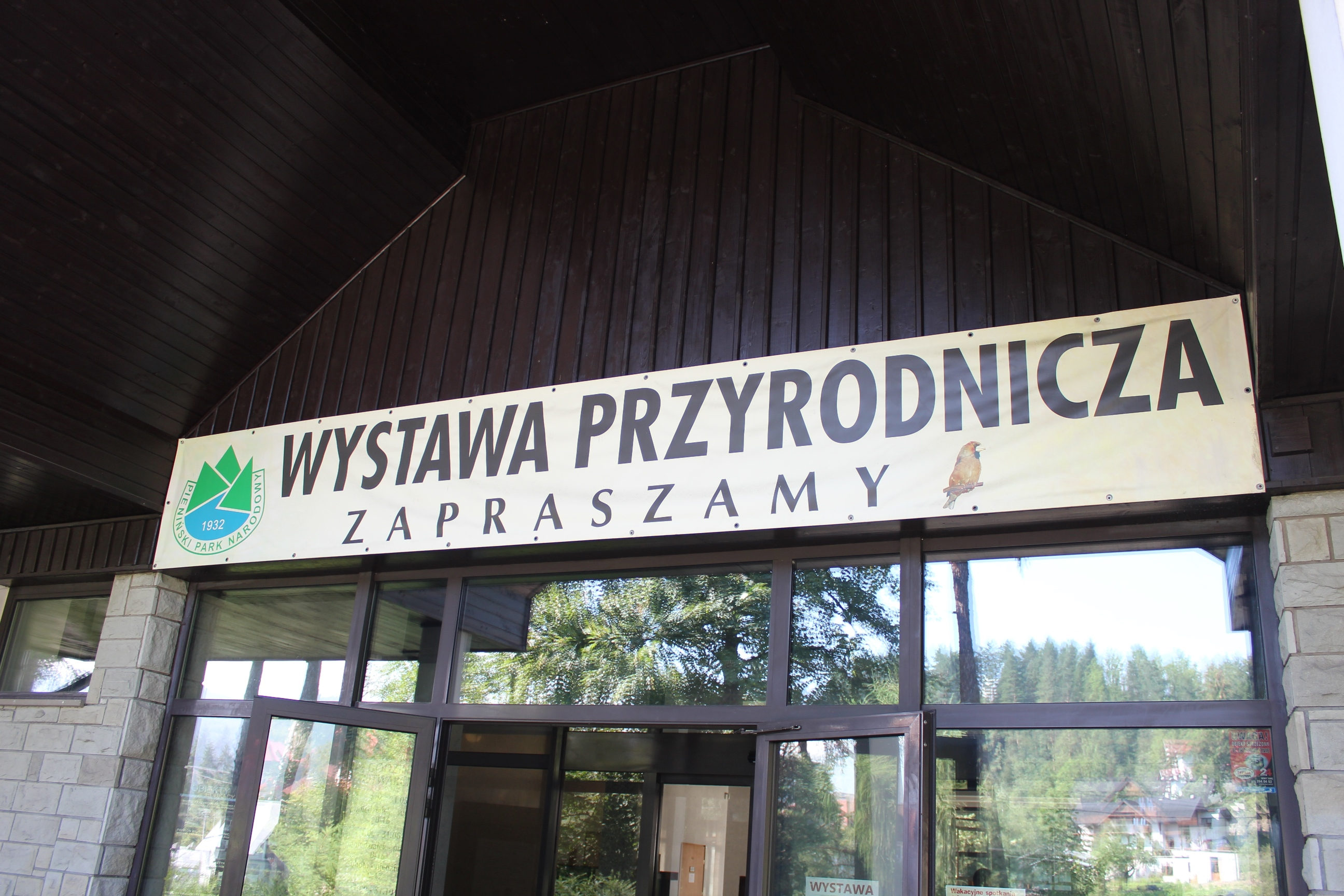
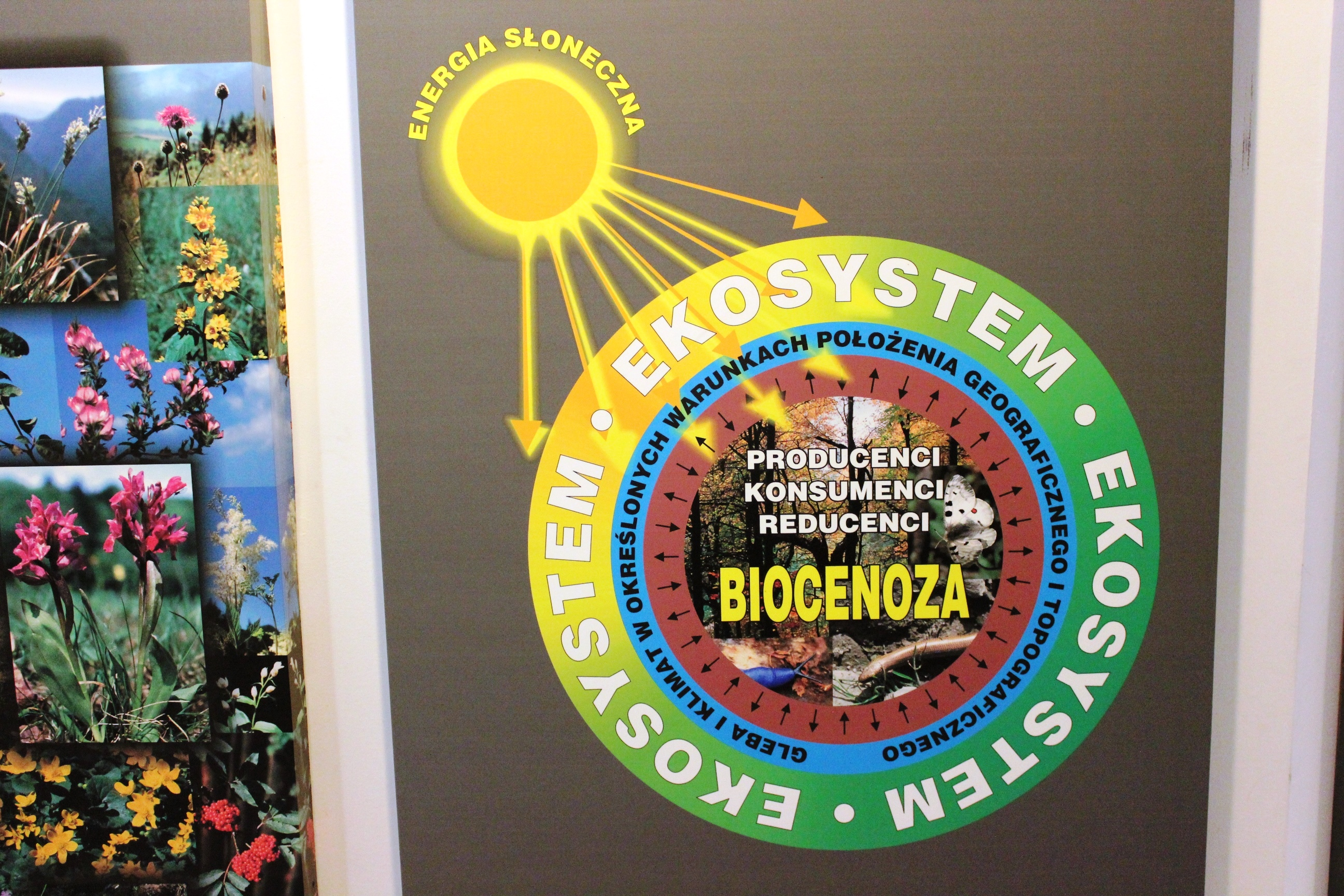
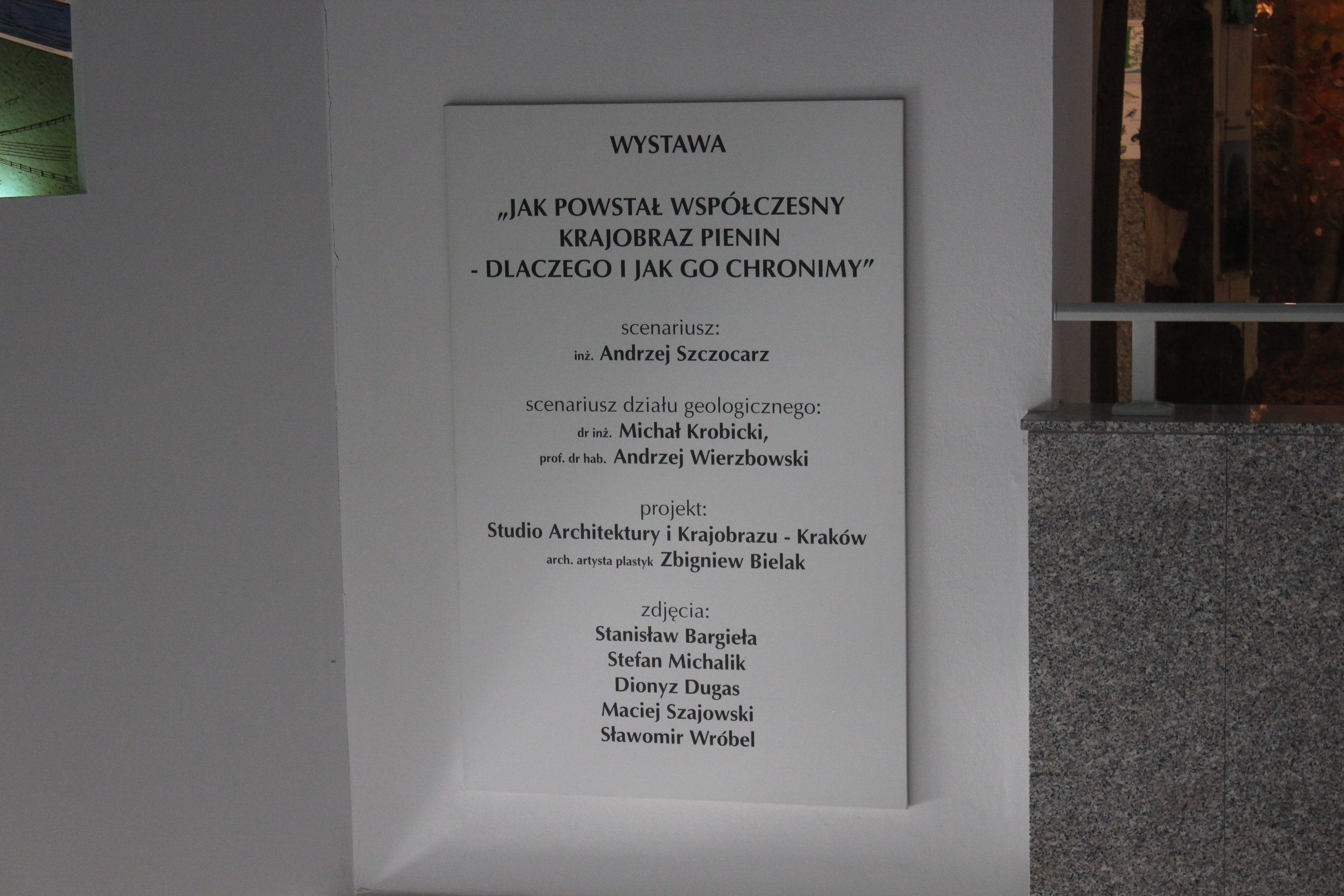
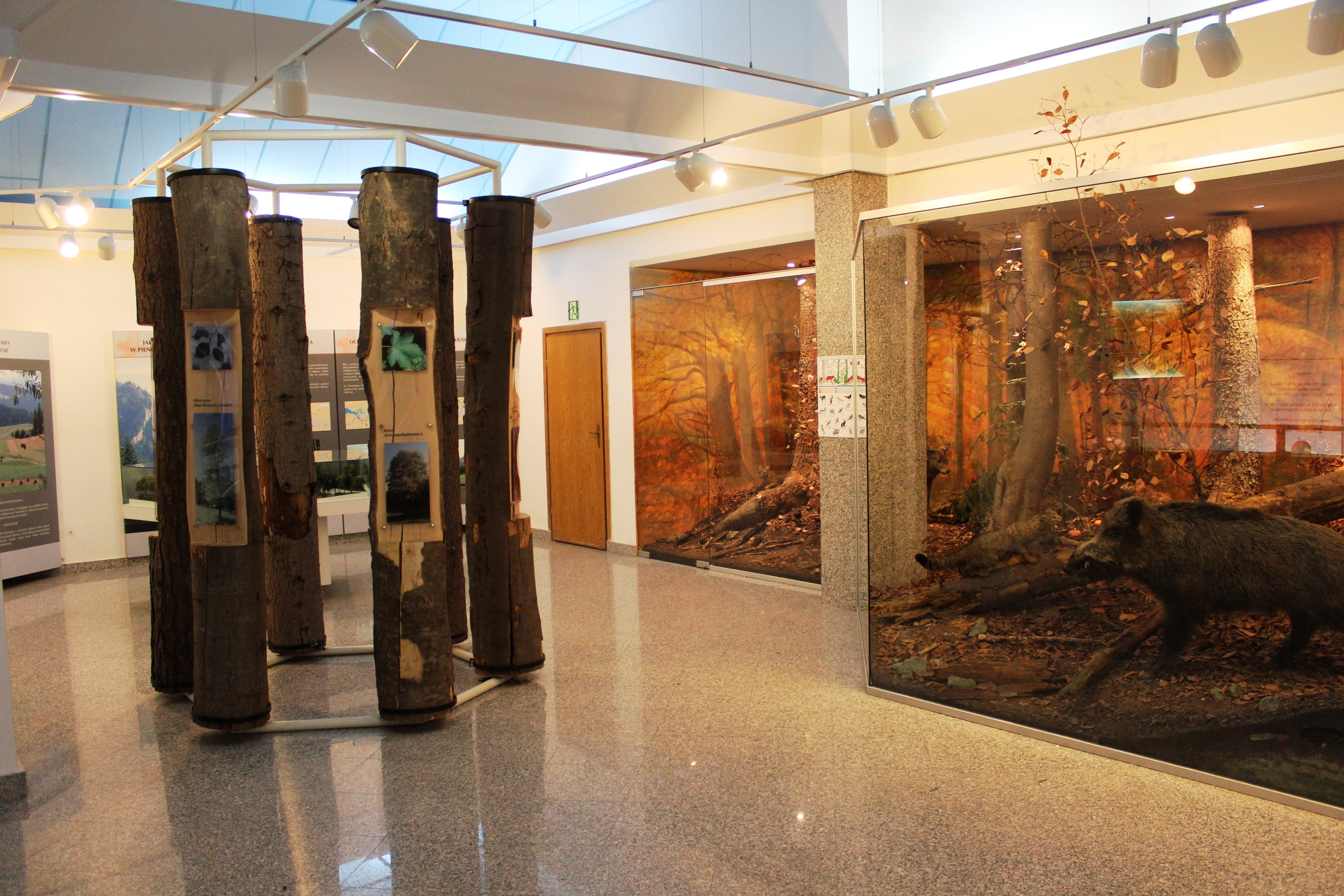
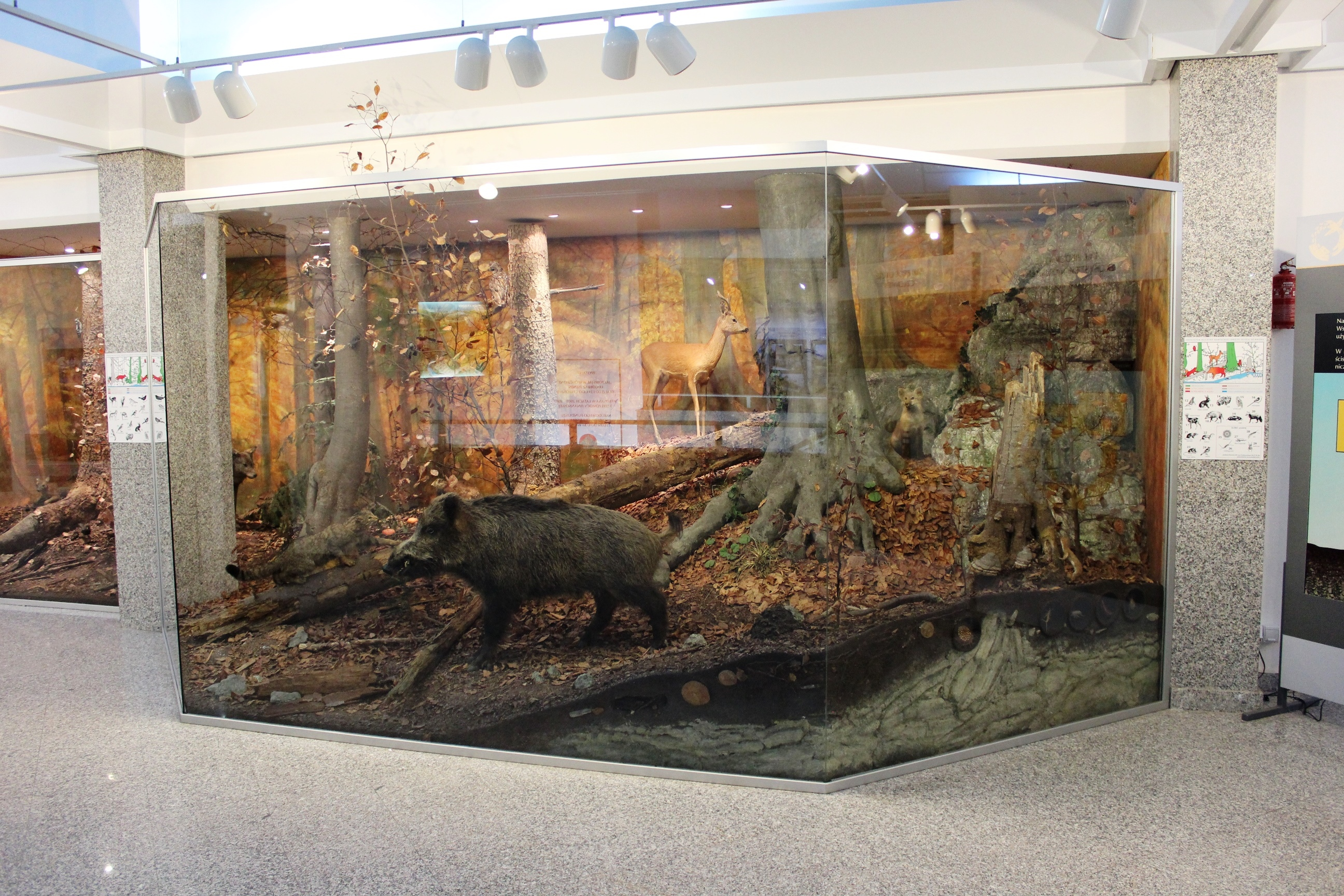
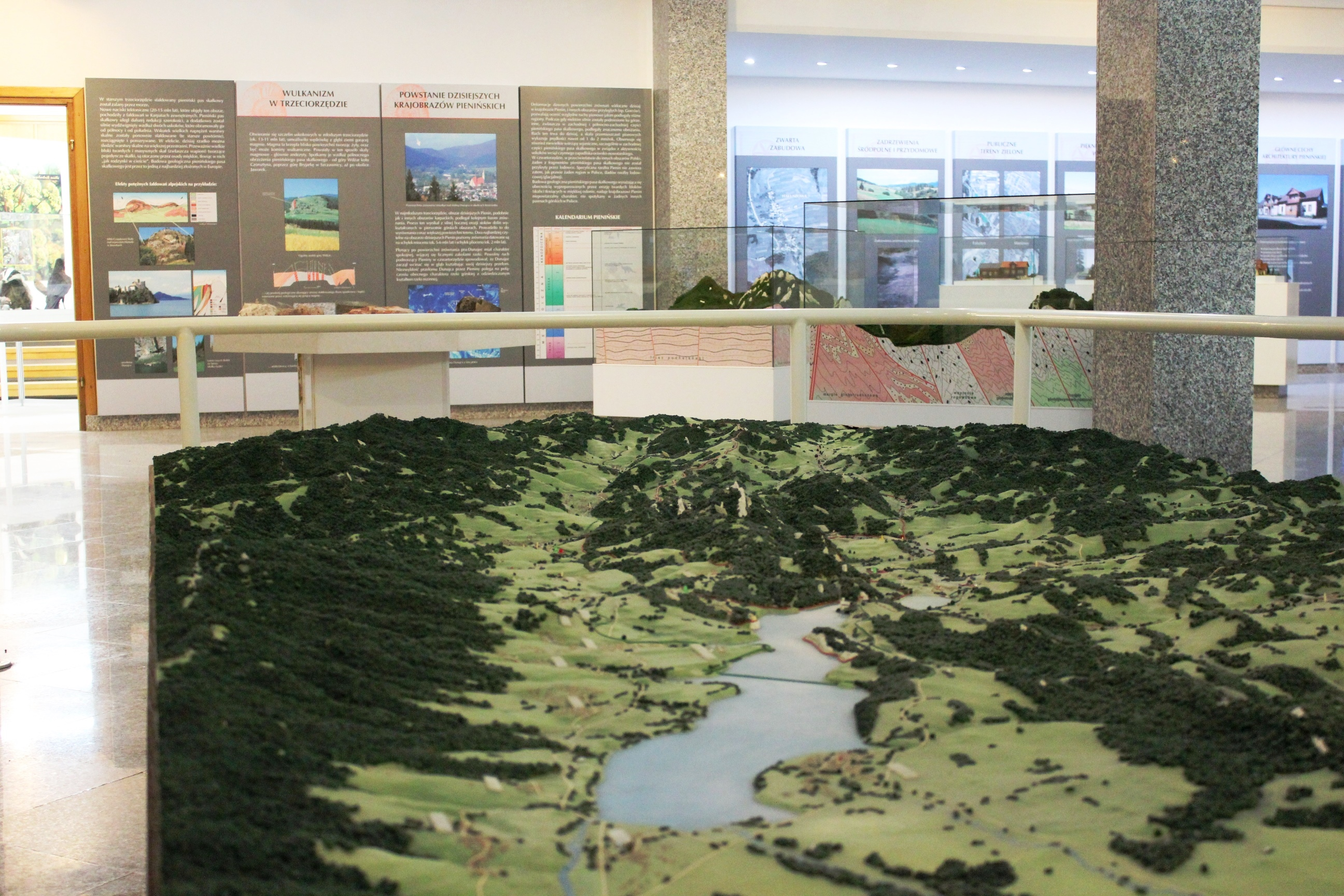
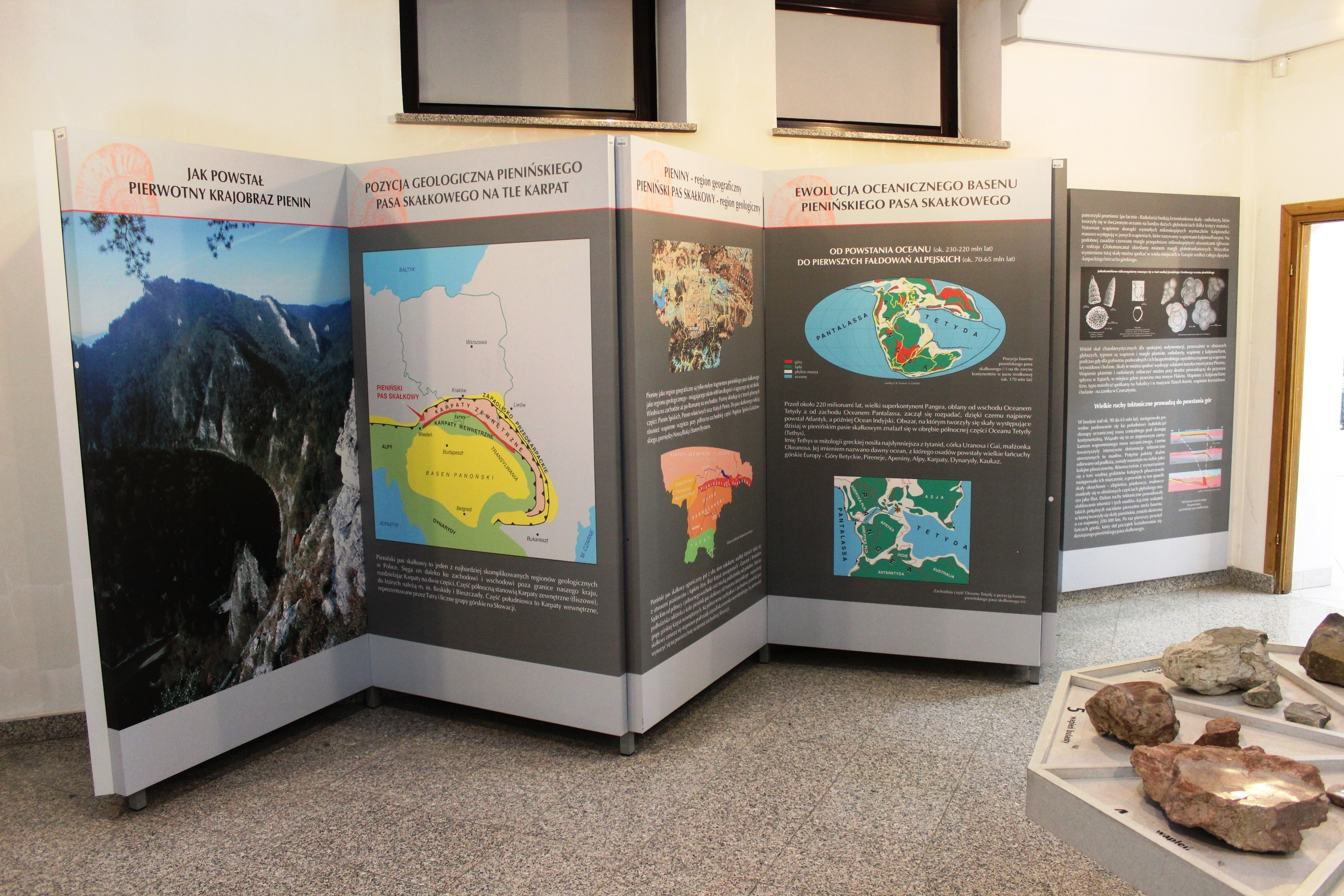
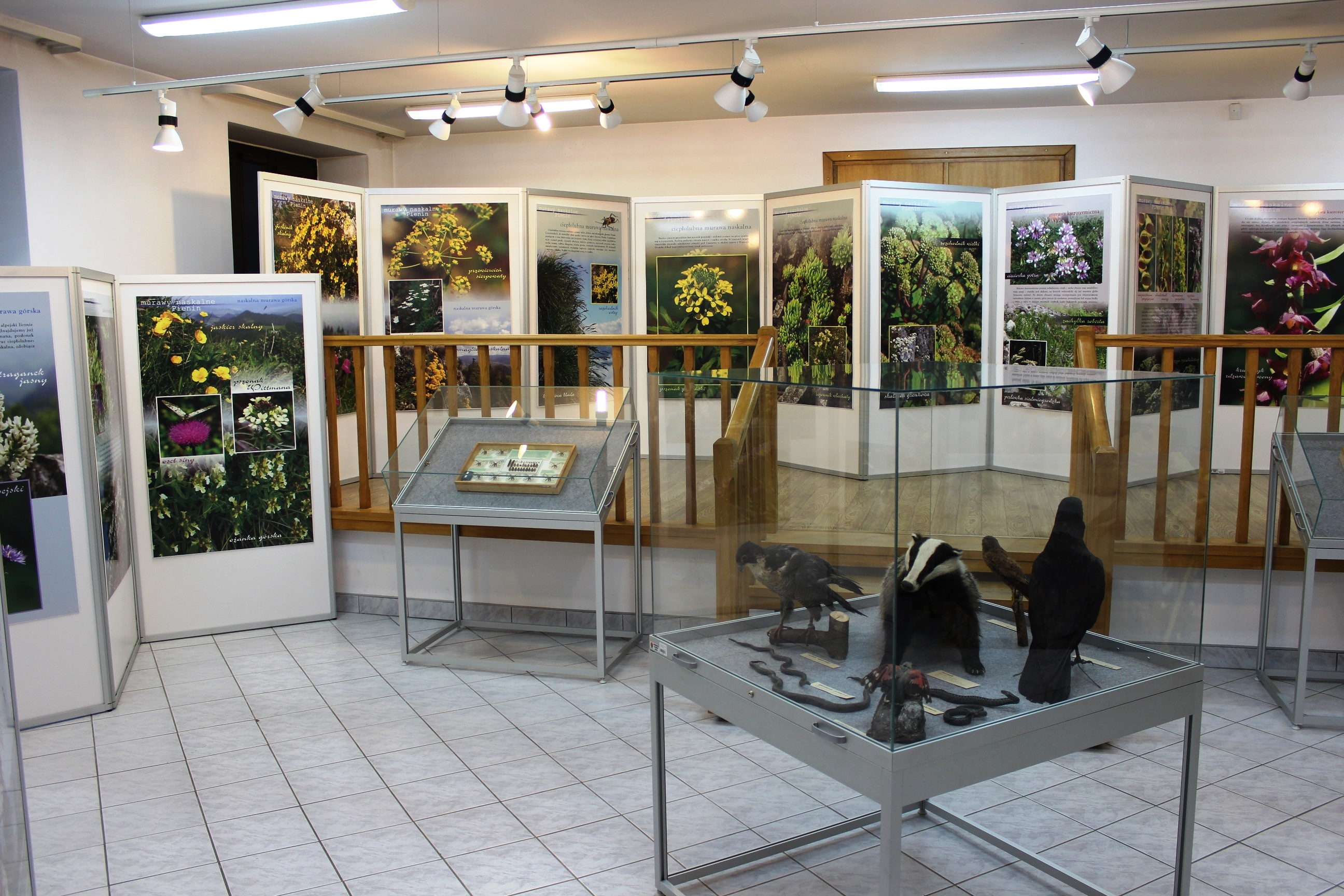
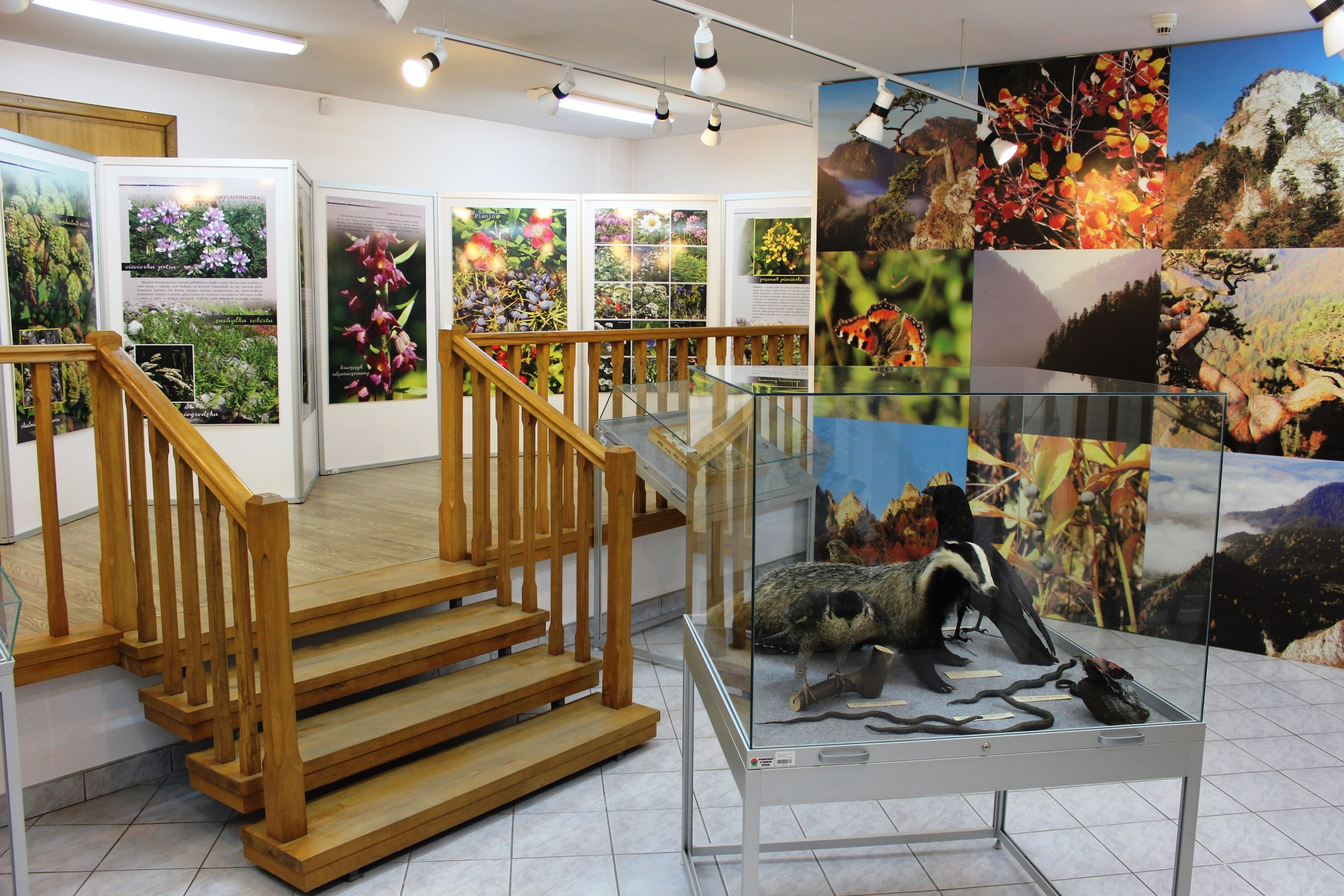
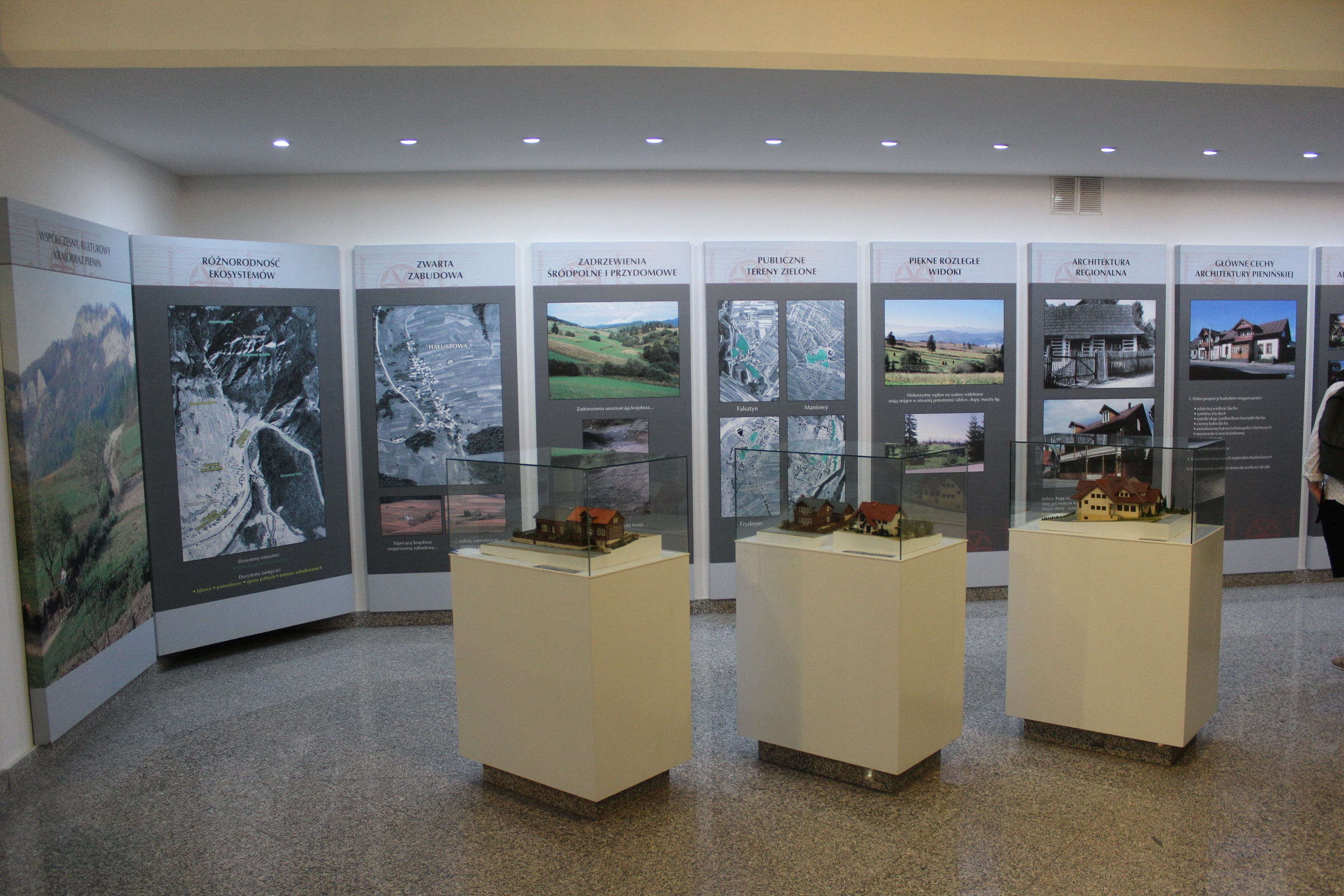
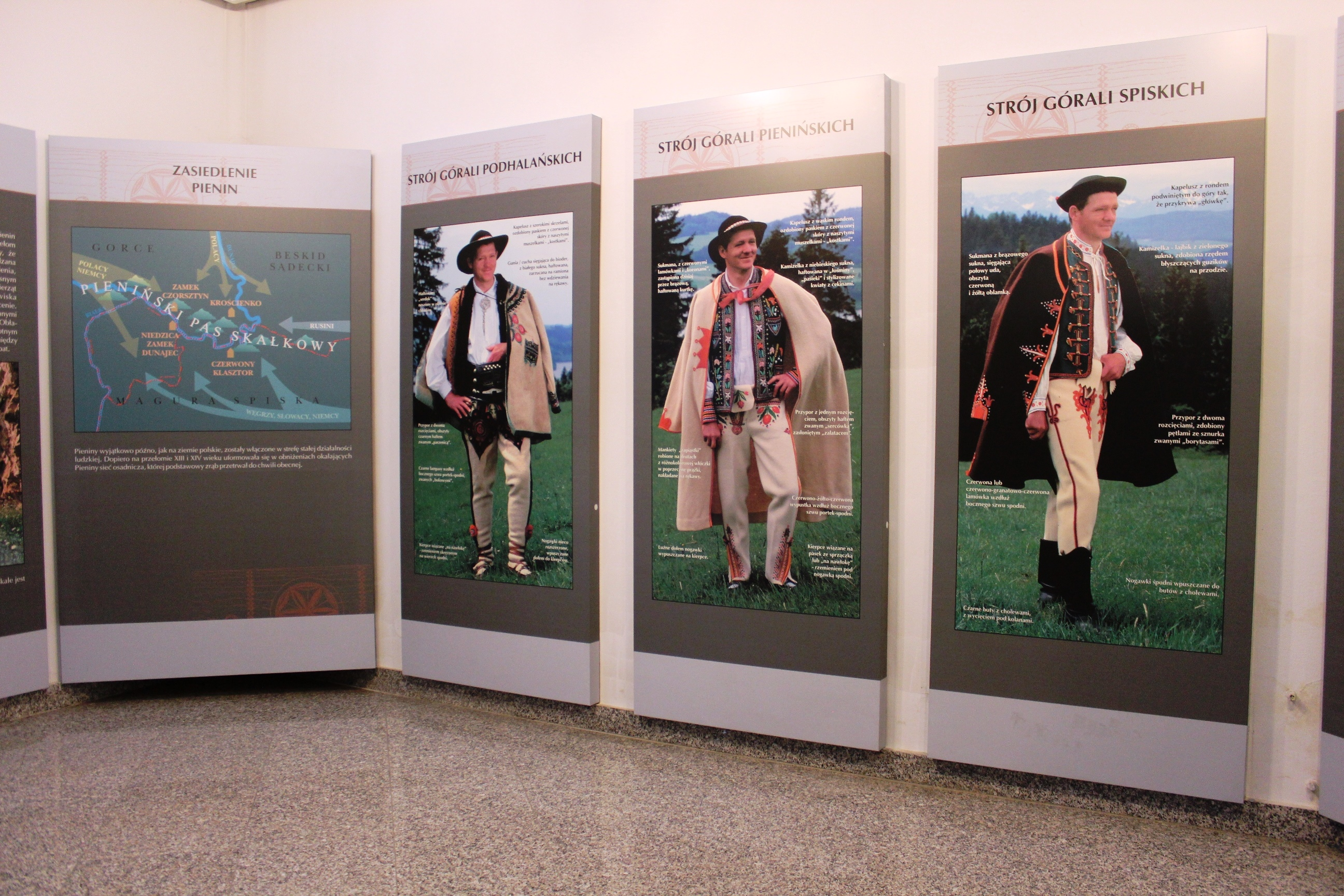
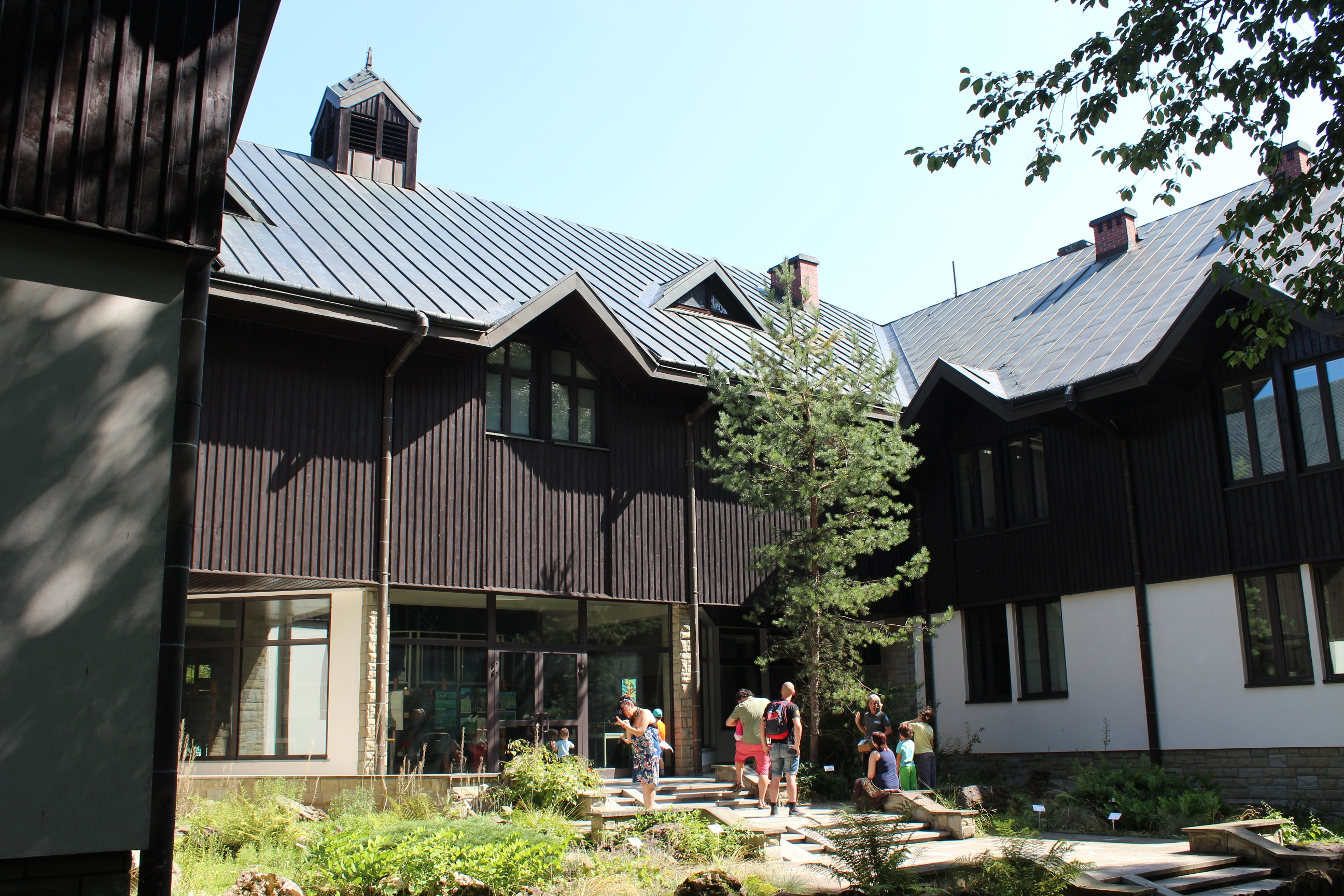
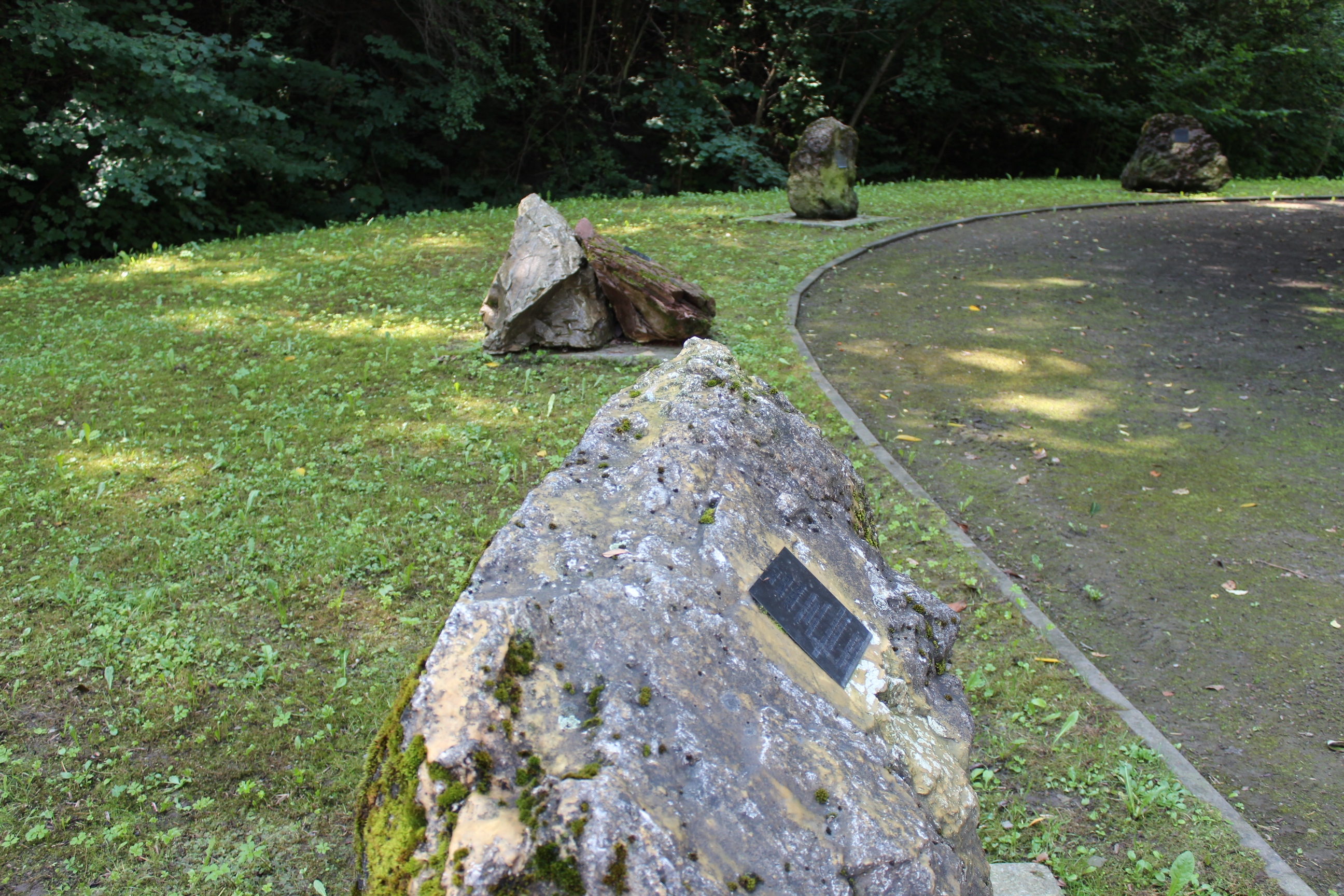